# 郎位十三
后髮座20，又名BD+21 2424，HD 108765、SAO 82336、HR 4756，是后髮座的一颗恒星，视星等为5.69，位于銀經263.27，銀緯82.04，其B1900.0坐标为赤經12h 24m 41.8s，赤緯+21° 82.04′ 0″。